# Agne Holmström
Olof Agne Laurentius Holmström, född 29 december 1893 i Lund och död 22 oktober 1949 i Oscars församling i Stockholm, var en svensk friidrottare (sprinter och höjdhoppare) och idrottsledare. Han tävlade för Lunds Universitets GIF, IFK Malmö (1915), Fredrikshofs IF (1916–1918) och Örgryte IS (från och med 1919). Han utsågs 1928 till Stor grabb nummer 28 i friidrott.

## Biografi
Agne Holmström var son till teologen Olof Holmström. Efter studentexamen i Lund 1912 avlade han 1918 gymnastikdirektörsexamen vid Gymnastiska centralinstitutet och arbetade 1918–1930 som gymnastiklärare vid Östra realskolan. Han var sekreterare i Lingförbundet i Götborg 1920–1930, sekreterare i Svenska lekförbundet 1919–1921, Svenska lekförbundets vice ordförande 1921–1924 och styrelseledamot i Svenska gymnastikförbundet 1920–1930. 1930 lämnade han sin gymnastiklärartjänst och blev generalsekreterare i Svenska gymnastikförbundet, från 1939 med titeln VD. Han organiserade Lingiaden i Stockholm 1939, folkspänstpropagandan under andra världskriget 1940–1941 och en stor hälsokampanj 1945. Under 1930-talet ledde han flera gymnastikfärder utomlands, bland annat truppen till OS i Berlin 1936, och var generalsekreterare i Fédération Internationale de Gymnastique Ling 1932–1934.

### Död
Holmström var huvudorganisatör för den andra Lingiaden i Stockholm år 1949. Även om själva Lingiaden gjorde succé så var utställningen i samband med Lingiaden en ekonomisk katastrof. Efter skarp kritik tog Agne Holmström sitt liv år 1949 genom att hoppa från Katarinahissen. Holmström avled inte omedelbart utan fördes till Serafimerlasarettet, där han fyra dagar senare avled av sina skador. Agne Holmström är begraven på Klockarebackens kyrkogård i Höör.

### Idrottskarriär
År 1915 vann Holmström silvermedalj på 100 meter vid SM.
Han hade det svenska rekordet i stående höjdhopp, samt tog totalt sex SM-tecken åren 1916 till 1918.
År 1916 var han med i sitt klubblag som tog bronsmedalj i stafett 4x100 meter. Dessutom vann han vid SM-guld i stående höjd på resultatet 1,53 m, varigenom han förbättrade Edvard Möllers svenska rekord från 1913 med en centimeter. Han behöll rekordet till år 1925 då Sten Pettersson förbättrade det till 1,56 m.
År 1917 vann han vid SM både 100 meter, 200 meter stående höjd och ingick i det segrande laget på 4x100 meter.
1918 vann han SM i stående höjd för tredje gången. Han tog också brons i SM på 100 meter.
År 1919 tog han vid SM-brons på 100 meter och silver i stående höjd. Dessutom var han med och vann silvermedalj i stafett 4x100 meter.
Vid SM år 1920 tog Holmström brons på 100 meter och silver i stående höjd.
Vid OS i Antwerpen i Belgien 1920 ingck Holmström i det svenska bronslaget på 4x100 meter stafettlöpning (de andra var William Pettersson, Sven Malm och Nils Sandström). Han deltog även på 100 meter (utslagen i försöken) samt 200 meter (utslagen i kvartsfinal).

### Personliga rekord
- 100 m: 10,7 s (Stockholms Stadion 11 juli 1920) [16][17]
- 200 m: 22,1 s (Stockholms Stadion 11 juli 1920) [18][17]

### Fotnoter
1. 1 2 3 4 5 6 7  O Agne L Holmström, Svenskt biografiskt lexikon, Svenskt Biografiskt Lexikon-ID: 13764, läs online.[källa från Wikidata]
2. 1 2  Agne Holmström på Sveriges Olympiska Kommittés webbplats
3. ↑  ”friidrott.se:s Stora Grabbar-sida”. Arkiverad från originalet den 31 mars 2016. https://web.archive.org/web/20160331202525/http://www.friidrott.se/historik/storagrabbar.aspx. Läst 7 juli 2015.
4. 1 2  Stora grabbars märke Arkiverad 6 december 2013 hämtat från the Wayback Machine.
5. 1 2  Holmström, Agne i Svenska män och kvinnor (1946)
6. ↑  Holmström, Agne i Svensk uppslagsbok (andra upplagan, 1947–1955)
7. ↑  Agne Holmström i Svenskt Biografisk Lexikon
8. ↑  ”Holmström försökte ta sitt liv”. Dagens Nyheter:  s. 1. 19 oktober 1949. Läst 17 maj 2020.
9. ↑  ”Arne Holmström död, snabbt sämre på lördagen.”. Dagens Nyheter:  s. 1. 23 oktober 1949. Läst 16 maj 2020.
10. ↑  ”Holmström, Olof Agne”. SvenskaGravar.se. https://www.svenskagravar.se/gravsatt/123095901. Läst 2 februari 2023.
11. 1 2 3 4 5  Wiger 2006, s. 34.
12. 1 2 3  Wiger 2006, s. 149.
13. 1 2 3 4 5  Wiger 2006, s. 118.
14. ↑  Nordisk familjeboks sportlexikon, band 4 (1941), spalt 208
15. ↑  Wiger 2006, s. 40.
16. ↑  Holmberg 2009, s. 35.
17. 1 2  Personsida på Brinkster, läst 2015-09-16 (inloggning krävs)
18. ↑  Holmberg 2009, s. 69.